# عبد الرحمن بن عمرو
عبد الرحمن بن عمرو (1933، الرباط) محامي وسياسي وناشط حقوقي مغربي، وهو الكاتب العام لحزب الطليعة الديمقراطي الاشتراكي. انتخب رئيسا لجمعية هيئات المحامين بالمغرب، وهو من مؤسسي الجمعية المغربية لحقوق الإنسان سنة 1979، التي انتخب مرتين رئيسا لها. وهو من المدافعين عن سيادة اللغة العربية في المغرب.

## مسيرته
حصل على شهادة الإجازة في الحقوق بكلية الحقوق في جامعة القاهرة، انخرط منذ سنوات شبابه الأولى في عدد من الهيئات والمبادرات ذات الطابع الحقوقي، حيث كان من مؤسسي الجمعية المغربية لحقوق الإنسان سنة 1979.
وهو محام بهيئة المحامين بالرباط، وفي نطاقها سبق أن تحمل عدة مسؤوليات بمجلسها وانتخب نقيبا بها في أوائل السبعينات. دخل في صفوف حزب الاتحاد الاشتراكي للقوات الشعبية، الذي سيتركه سنة 1984، لينشئ مع عدد من رفاقه اليساريين حزب الطليعة الديمقراطي الاشتراكي، لتصحيح مسار حزب الاتحاد الاشتراكي حسب اعتقادهم. أصبح الكاتب الوطني للحزب، الذي يتبنى الاشتراكية العلمية. وقد حوكم عبد الرحمن بن عمرو عدة مرات؛ أبرزها سنة 1981 حيث حكم عليه بثلاث سنوات حبسا موقوفة التنفيذ، وسنة 1983 حيث حكم عليه بثلاث سنوات نافذة، وفي نطاق نضاله الحقوقي سبق أن اعتقل وحكم عليه ابتدائيا مع أعضاء من الجمعية المغربية لحقوق الإنسان بثلاثة أشهر نافذة، غير أن محكمة الاستئناف ألغت الحكم ومتعته مع رفاقه بالبراءة. وكان عبد السلام ياسين يتخذ منه رفيقا في سجن لعلو، وناقشا القضايا الخلافية بينهما، ودافع بن عمرو عن الشيخ ياسين عندما كان معتقلاً ومن ثم في إقامته الجبرية، كذلك دافع عن جماعة العدل والإحسان وأعضائها بصفة عامة، وعن المعتقلين السلفيين والإسلاميين.
عبد الرحمان بن عمرو هو مدير مجلة أقلام أحد أولى المجلات التقافية بالمغرب إلى جانب الدكتور محمد عابد الجابري وأحمد السطاتي.
ساهم بمداخلات ودراسات وأبحاث في عدة لقاءات وندوات داخلية ودولية ذات طبيعة سياسية وقانونية وحقوقية.
وهو عضو مسؤول بسكرتارية مجموعة العمل الوطنية لمساندة العراق وفلسطين. تعد مرافعته مرجعا قانونيا للطلبة والباحثين خصوصا القضايا الإدارية التي يترافع فيها ضد الدولة. كان ضمن قائمة المحامين المغاربة الذين رفعوا دعوى قضائية ضد القائد العسكري للمنطقة الجنوبية لإسرائيل، سامي الترجمان، لكونه يحمل جنسية مغربية بجانب جنسيته الإسرائيلية.
سنة 2014 أصدر كتاب تحت عنوان «من أجل ذاكرة عادلة: محطات من حياة المناضل الأستاذ النقيب عبد الرحمن بن عمرو». وهو عبارة عن حوار صحفي سبق نشره على حلقات في جريدة “أخبار اليوم” يسرد محطات من حياته كفاعل سياسي وحقوقي ويقدم شهادة عن مرحلة صعبة من تاريخ المغرب الحديث.